# Crusties

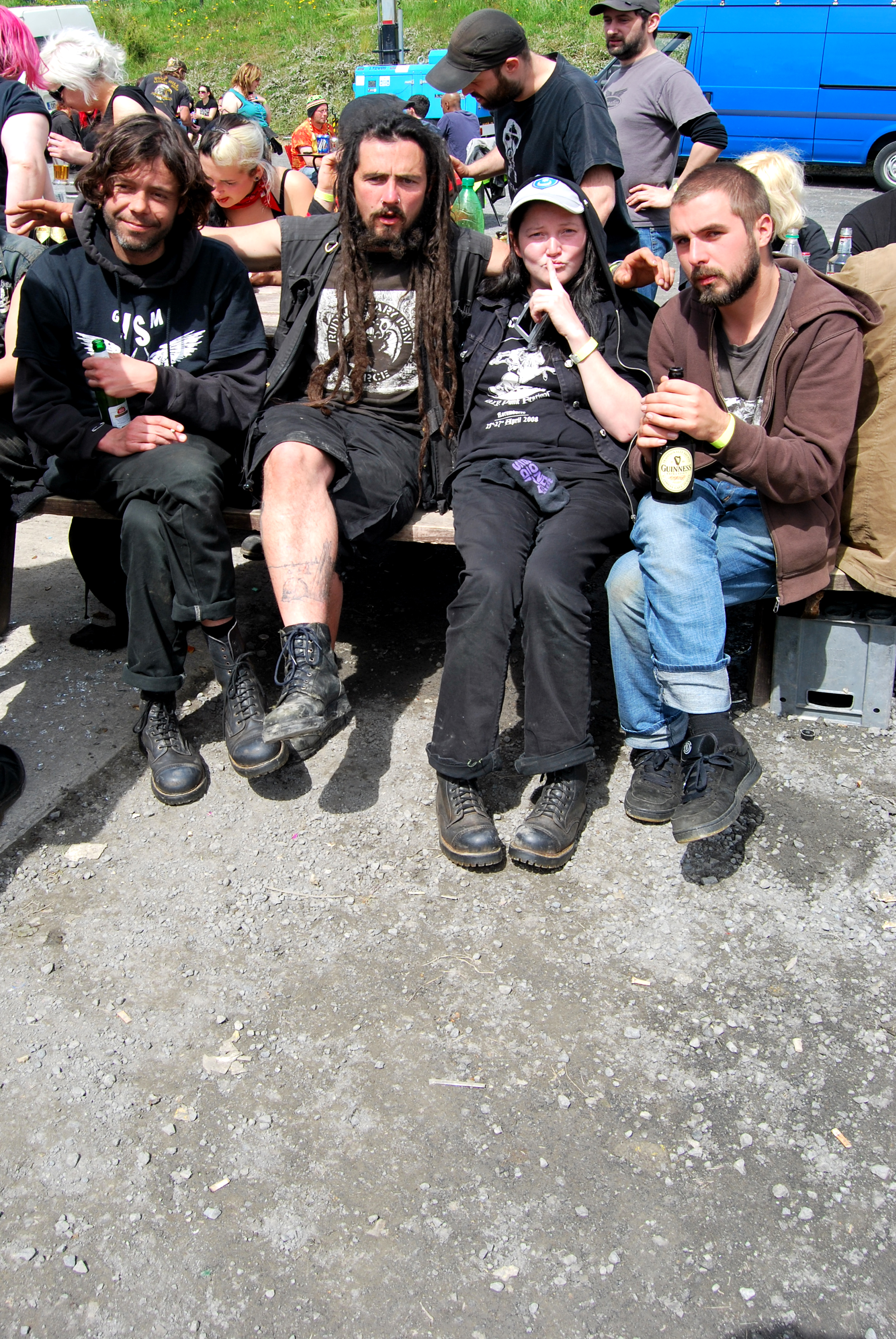
Crusties (2010)

Crusties (in der Einzahl ein Crustie, in Deutschland umgangssprachlich Kruste) bezeichnet Mitglieder einer Subkultur, die aus der britischen Anarcho-Punk-Szene entstand und ab ca. Mitte der 1980er Jahre die Hausbesetzer- und Ökologie- bzw. Anti-Atomkraftbewegung aber auch Teile der Musikfestivalkultur mitprägten.

## Ursprung
Der Ursprung der Crusties liegt in der britischen Protestbewegung der 1980er Jahre, im politischen Klima des Thatcherismus vermischten sich Einflüsse der Hardcore-Punk-, New-Age-Traveller-, Metal-, Rocker- und Hippie-Subkulturen zu einer neuen politisch geprägten Bewegung. Als Vorläufer wird unter anderem das Anarcho-Kollektiv der Band Crass angesehen.
Von Großbritannien aus verbreitete sich die Crustie-Bewegung nach Europa, Nord- und Südamerika und verband sich in den Vereinigten Staaten mit Ideen der Hobo- und Tramp-Kultur und in Deutschland und Skandinavien mit Ideen der Autonomen.
In unterschiedlicher Form besteht die Crustie-Kultur bis heute. Eine meist als negativ wahrgenommene Ausprägung des Crusties ist der klischeebeladene „Penner-Punk mit Hund“; andere obdachlose Crusties verdienen sich ihren Lebensunterhalt häufig als Straßenmusiker oder Gaukler.

## Philosophie
Die Crusties übernahmen die DIY-Ethik der Anarcho- und Hardcore-Punks und kombinierten sie mit einem radikalen Aussteiger-Lebensstil. Ähnlich wie die Hippie-Bewegung versuchten sie aus Konsum- und Kapitalismuskritik der Mainstreamgesellschaft neue Lebensformen wie Kommunen oder Leben in besetzten Häusern, Lagern und Bauwagenplätzen, mit wenig oder gar keinem eigenen Besitz entgegenzusetzen. Neben dieser Form von gelebtem Anarchismus, setzten sie sich gegen Waldrodungen und für Tierbefreiung ein und ernährten sich zumeist vegetarisch oder vegan. Auch waren viele Crusties radikalfeminististisch und lehnten die typischen Geschlechterrollen ab. In den 1980er Jahren gaben sich viele Crusties nihilistisch und praktizierten ihre Lebensweise im Extrem, oftmals bis zur Selbstzerstörung durch ungesunde Lebensweisen wie Hungerstreik, Verweigerung von Körperhygiene, Drogenmissbrauch und Alkoholkrankheit. Später setzte sich bei vielen Crusties eine positivere Attitüde durch und viele übernahmen den Straight-Edge-Lebensstil. Religiös tendieren viele Crusties zu New-Age-Ideen und sind Schamanismus, Buddhismus und Neopaganismus gegenüber aufgeschlossen, vor allem da sich diese Formen von Spiritualität nach ihrem Verständnis gut mit einer naturnahen, anarchistischen und antikapitalistischen Lebensweise vereinbaren lassen. Im Gegensatz dazu ist bei Anhängern der Crustcore-Szene radikaler Atheismus weit verbreitet.

## Kultur
Crusties sind äußerlich häufig an einem Stilmix aus Kleidungselementen der Punk-, Hardrock- und Hippie-Kultur zu erkennen. Häufig tragen sie ihre Haare in Form von buntgefärbten Dreadlocks, Irokesenschnitt, Vokuhila-Frisuren oder als sogenannte Skullet. Kleidung ist oft selbst hergestellt oder zusammengestellt aus veganer oder Fair-Trade-Kleidung und Army- oder Tarnkleidung. Viele Crusties tragen extreme Tätowierungen und Piercings. Esoterisch interessierte Crusties tragen ihre Spiritualität häufig durch keltischen, indischen oder Indianerschmuck zur Schau. Generell neigten in den 1980er Jahren viele Crusties dazu, aus Protest gegen die Mainstream Gesellschaft, Schmutzigkeit und Ungepflegtheit besonders plakativ nach außen zu tragen, mittlerweile ist dieses Outfit aber oft einem besonders militaristischen oder martialischen Auftreten gewichen.

## Musik
Die Subkultur der Crusties wird oft mit Post-Punk- bzw. Folk-Punk-Bands wie New Model Army oder the Levellers in Verbindung gebracht. Nach ihnen benannt wurde auch eine Stilrichtung des Hardcore-Punks, der Crustcore. In den 1990er Jahren fanden sich auch immer mehr Crusties auf Raves und in der Freetekno-Szene wieder, während letztgenannte wiederum ihren Ursprung aus dem Umfeld der Hippiekultur und der Autonomen herleitet. Während in England der Begriff Crusties meist die Subkultur als solches bezeichnet, wird das Wort in Deutschland und den USA mittlerweile zumeist vor allem in Bezug auf Anhänger des Crustcore, bzw. Crust-Punks im engeren Sinne, verwendet.